# Somatochlora clavata
Somatochlora clavata là loài chuồn chuồn trong họ Corduliidae. Loài này được Oguma mô tả khoa học đầu tiên năm 1913.